# Флаг Славянска
Флаг Славянска (укр. Прапор Слов'янська) — официально утверждённый символ города Славянска Донецкой области Украины.

## Описание
Флаг голубого цвета, в центре размещено изображение белого сокола с распростёртыми крыльями. Соотношение ширины флага к его длине — 1:1. Флаг утвержден 22 июля 1997 года на сессии Славянского городского совета.
Сокол является символом из песни «Дивлюсь я на небо, та й думку гадаю…» (1841), автор которой — Михаил Николаевич Петренко — уроженец этих мест.